# Яговкино
Яговкино — деревня в Слободском районе Кировской области в составе Ильинского сельского поселения.

## География
Находится на расстоянии примерно 8 км на восток-северо-восток от районного центра города Слободской.

## История
Известна с 1678 года как деревня Кстининская с 3 дворами. В 1764 году здесь было учтено 44 жителя. В 1873 году здесь (деревня Кстининская или Яковкины) учтено было дворов 8 и жителей  52, в 1905 12 и 55, в 1926 33 и 139, в 1950 31 и 103. В 1989 году проживало 92 человека. Нынешнее название окончательно закрепилось с 1939 года. 

## Население
Постоянное население  составляло 130 человек (русские 90%) в 2002 году, 134 в 2010.